# Kasteel van Rouen
Het Kasteel van Rouen (Frans: Château de Rouen) is een kasteel in de Franse gemeente Rouen. Het werd gebouwd door Filips II van Frankrijk tussen 1204 en 1210 in navolging van het veroveren van het Hertogdom Normandië van Jan I van Engeland. Het kasteel werd aan de noordkant van de middeleeuwse stad op een strategische positie gebouwd en speelde een belangrijke militaire rol tijdens de Honderdjarige Oorlog en de Hugenotenoorlogen. Het was hier dat Jeanne d'Arc in december 1430 gevangen werd genomen en er vervolgd werd tussen 21 februari 23 mei 1431. Kwetsbaar voor artillerie geschut, zoals de meeste kastelen, werd alles ontmanteld door Hendrik IV van Frankrijk in 1591. Alleen de donjon staat er nog en is ook wel bekend als de Toren van Jeanne d'Arc.